# La muy muy
«La muy muy» es una canción grabada por la cantante mexicana Amandititita. Fue lanzada en enero de 2008 por Sony BMG Music Entertainment, como sencillo de su primer álbum La reina de la anarcumbia. Miguel Ángel Andrade Melendez, Lino Nava, y Sacha Triujeque, fueron los encargados de escribir la letra.

## Antecedentes
La canción retrata de forma cómica la vida de las mujeres soberbias y vanidosas en la vida cotidiana de México. A lo largo de la canción, la letra utiliza la expresión «la muy muy», que es una frase de la jerga mexicana utilizada para describir a las personas que creen ser superiores a los demás, en este caso hablando de una mujer.
La pista fue seleccionada como una de las utilizadas para la banda sonora de la película Rudo y Cursi, estrenada en 2008.

## Video musical
El video musical de la canción tuvo como una de sus ubicaciones un instituto de belleza localizado en la colonia Narvarte, Ciudad de México. En el videoclip, aparece una mujer de pelo rubio (interpretada por la actriz Mariana Gajá) que odia a Amandititita y suele imaginársela en todos lados. A lo largo del mismo, se le muestra haciendo actos de poca moral, como insultar a las personas o tirar basura en la calle, mientras aparenta llevar una vida «saludable y de buenos valores».

## Personal
Créditos adaptados del video de la canción en YouTube.

#### Voz
- Amandititita (acreditada como Amanda Lalena Escalante Pimentel) - letrista

#### Producción
- Miguel Ángel Andrade Meléndez - compositor
- Lino Nava - compositor, productor ejecutivo, productor
- Sacha Triujeque - compositora, productora

## Listas
| Lista (2008)                | Posición más alta |
| --------------------------- | ----------------- |
| Hot Latin Songs (Billboard) | 49                |

## Versión el muy muy
«El muy muy» es otra versión de la misma canción grabada por Amandititita, pero con una letra distinta escrita por el comediante Don Cheto, con quien colaboró para su creación. La pista fue lanzada el 9 de diciembre de 2008 por Sony BMG Music Entertainment.

## Antecedentes
Al igual que la composición original, la canción también se mofa de las personas soberbias y vanidosas, pero en este caso va dirigida hacia los hombres, además de añadirse como variante a aquellos ciudadanos mexicanos que al migrar a Estados Unidos se convierten en malinchistas, perdiendo su identidad y adquiriendo otras costumbres. Tomando como base a un hombre que cruza la frontera de Estados Unidos de forma ilegal, para después creerse estadounidense, la melodía hace una crítica contra aquellas personas que olvidan sus raíces patrióticas.

## Video musical
El video musical de la canción contó con la participación de ambos artistas. En el clip, se muestra a un hombre que llega a Estados Unidos de forma ilegal y contrae matrimonio con una ciudadana estadounidense de mayor edad, para así obtener la nacionalidad. Posteriormente, se pinta el pelo de color rubio y cambia todos sus gustos originales para dejar de lado sus orígenes.